# المسيحية في مليلية

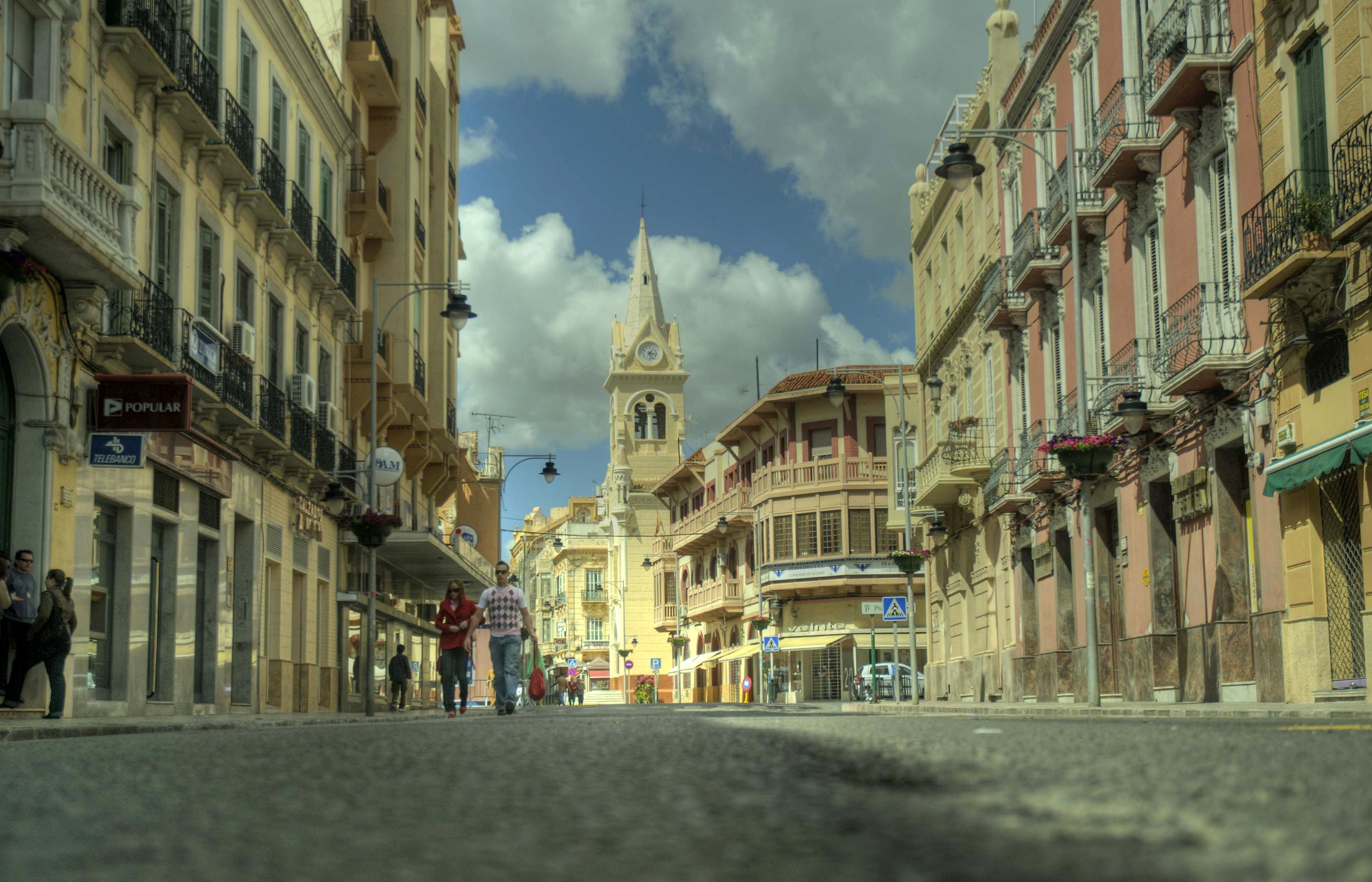
كاتدرائية ديل ساغرادو كورازون في مليلية.

تُشكل المسيحية في مليلية أكثر الديانات انتشاراً بين السكان، حيث وفقاً لإحصائية قام بها مركز البحوث الاجتماعية الإسباني عام 2019 بلغت نسبة المسيحيون أتباع الكنيسة الرومانية الكاثوليكية حوالي 65% من مجمل سكان المدينة. ومليلية (بالإسبانية: Melilla)‏ هي مدينة إسبانية ذاتية الحكم تقع على القارة الأفريقية، قبالة الساحل الجنوبي لشبه الجزيرة الإيبيرية. تحيط بها الأراضي الريفية المغربية من كل الأطراف، تحدها من الشرق والشمال الشرقي البحر الأبيض المتوسط، وتحدها من الغرب والشمال الغربي والجنوب مملكة المغرب.
يبلغ عدد سكان مليلية 78,476 نسمة (وفقَا لإحصائيات التعداد السكاني المؤرخ 1 يناير 2011)، وتبلغ مساحتها 12,3 كم مربع (معدل الكثافة السكانية 5.972 نسمة/كم²). يتألف سكانها من المسلمين والمسيحيين، مع وجود أقلية يهودية وهندوسية. وقد أصبحت المنطقة منذ عام 1995 تتمتع بصيغة للحكم الذاتي داخل إسبانيا بقرار البرلمان الإسباني عام 1995. تعتبر المدينة ذات طابع أوروبي إسباني حيث تكثر فيها المعالم والكنائس المسيحيّة، مع الاحتفاظ ببعض المعالم الريفية القديمة للمدينة.

## مجتمع

### ديموغرافيا

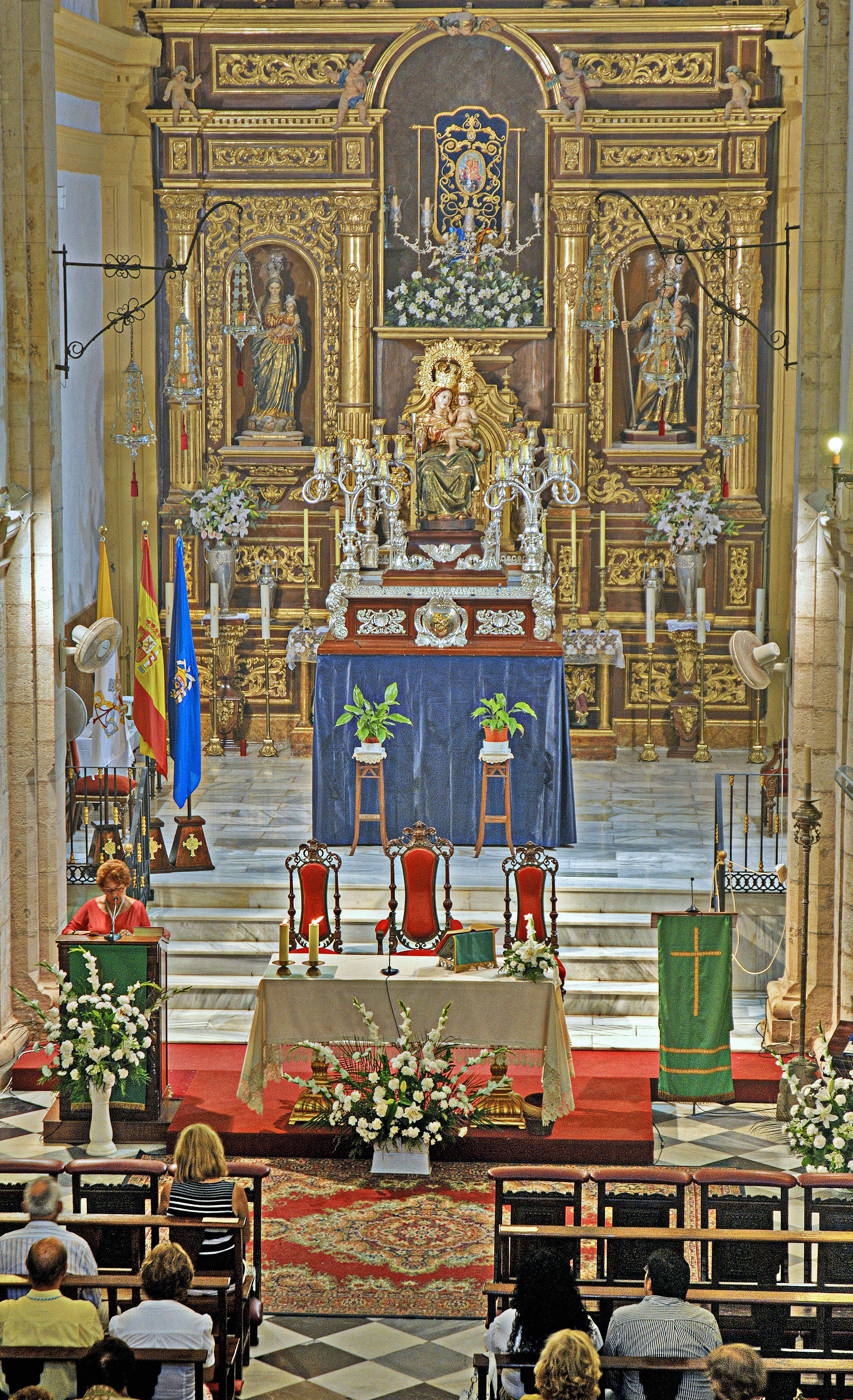
مصلون مسيحيين يؤدون الصلوات داخل كنيسة القديس ألفونسو في مليلية.

حسب الموسوعة المسيحية العالمية في سنة 2005 كان حوالي 77.1% من سكان مدينتي مليلية وسبتة من المسيحيين، أكبر الطوائف المسيحية هي الكنيسة الرومانية الكاثوليكية والتي يتبعها 75.2% من سكان مدينتي مليلية وسبتة. الغالبية العظمى من المسيحيين هم من الإسبان إلى جانب أقلية من الأمازيغ الريفيين. وحوالي 16% من سكان المدينتين من المسلمين إلى جانب 0.5% من اليهود السفارديم.
وفقاً لمصدر من عام 2012 حوالي 55.1% من سكان مليلية هم من المسيحيين (الغالبيّة العظمى كاثوليك)، في حين أنّ 35.5% من السكان هم مسلمين وتعيش أيضًا أقلية يهودية هاجر أغلبهم إلى إسرائيل وفنزويلا. يُعد المسيحيين الإسبان في سبتة ومليلية جزء من الشعب الأندلسي، بسبب الخصائص الثقافية واللغوية المشابهة لتلك في الأندلس. بالإضافة إلى ذلك، هناك أقلية كبيرة (حوالي 25%) من المسيحيين في سبتة ومليلية من أصول كتالانيَّة. ويتواجد في المدينة أقليَّة من الأمازيغ الريفيين والتي تعتنق الديانة المسيحية على المذهب الكاثوليكي والبروتستانتي.
وجدت إحصائية قام بها مركز البحوث الاجتماعية الإسباني لعام 2012؛ أنَّ 46.3% من سكان مدينة مليلة هم مسيحيين كاثوليك، في حين أنَّ حوالي 37.5% من السكان هم مسلمين عرب وأمازيغ (ريفيين)، في حين أنَّ حوالي 3.3% من السكان ملحدين، ووجدت الإحصائية أنَّ 8.8% من السكان لم يحددوا أي دين. وفي عام 2019 وجدت إحصائية قام بها مركز البحوث الاجتماعية الإسباني أنَّ نسبة الكاثوليك شهدت زيادة ملحوظة لتصل إلى حوالي 65% من سكان المدينة، منهم حوالي 41.7% كاثوليك غير ملتزمين وحوالي 23.4% كاثوليك ملتزمين. بالمقابل انخفضت نسبة المسلمين إلى حوالي 20%.

### الحياة الدينية
يتبع المجتمع الروماني الكاثوليكي في مدينة مليلية إدارياً وروحياً إلى أبرشية مالقة الرومانية الكاثوليكية والتي يقع مقرها في كاتدرائية مالقة بمدينة مالقة بإقليم أندلسية. تضم مليلية على العديد من الكنائس والكاتدرائيات والمعالم المسيحيّة المختلفة. ويعتبر أسبوع الآلام واحد من أهم الأحداث في الحياة الاجتماعية والدينيّة للمدينة. وللمدينة تقاليد أندلسيَّة كاثوليكية عريقة منها تقاليد التطوافات ومواكب أسبوع الآلام ويكون ذروتها في الجمعة العظيمة، تكون المواكب مكونة غالبًا من محفات يحمل كل منها العشرات من الرجال الأشداء يتسابقون في التطوع لنيل هذا التشريف. غطاء المحفة مطرز بالخيوط الذهبية والفضية ومرصع بالأحجار الكريمة. تمثل المحفات حلقات من قصة الصلب والقيامة وتماثيل للعذراء يختلف الواحد عن الآخر في تعبيرات الوجه التي تتراوح ما بين اللوعة والآلم إلى الإستسلام الحزين ثم الرجاء. يتبع المحفات فرق موسيقية يصاحبها أحيانًا صوت أوبرالي ينطلق من إحدي الشرفات المطلة على الطريق.

## معرض الصور

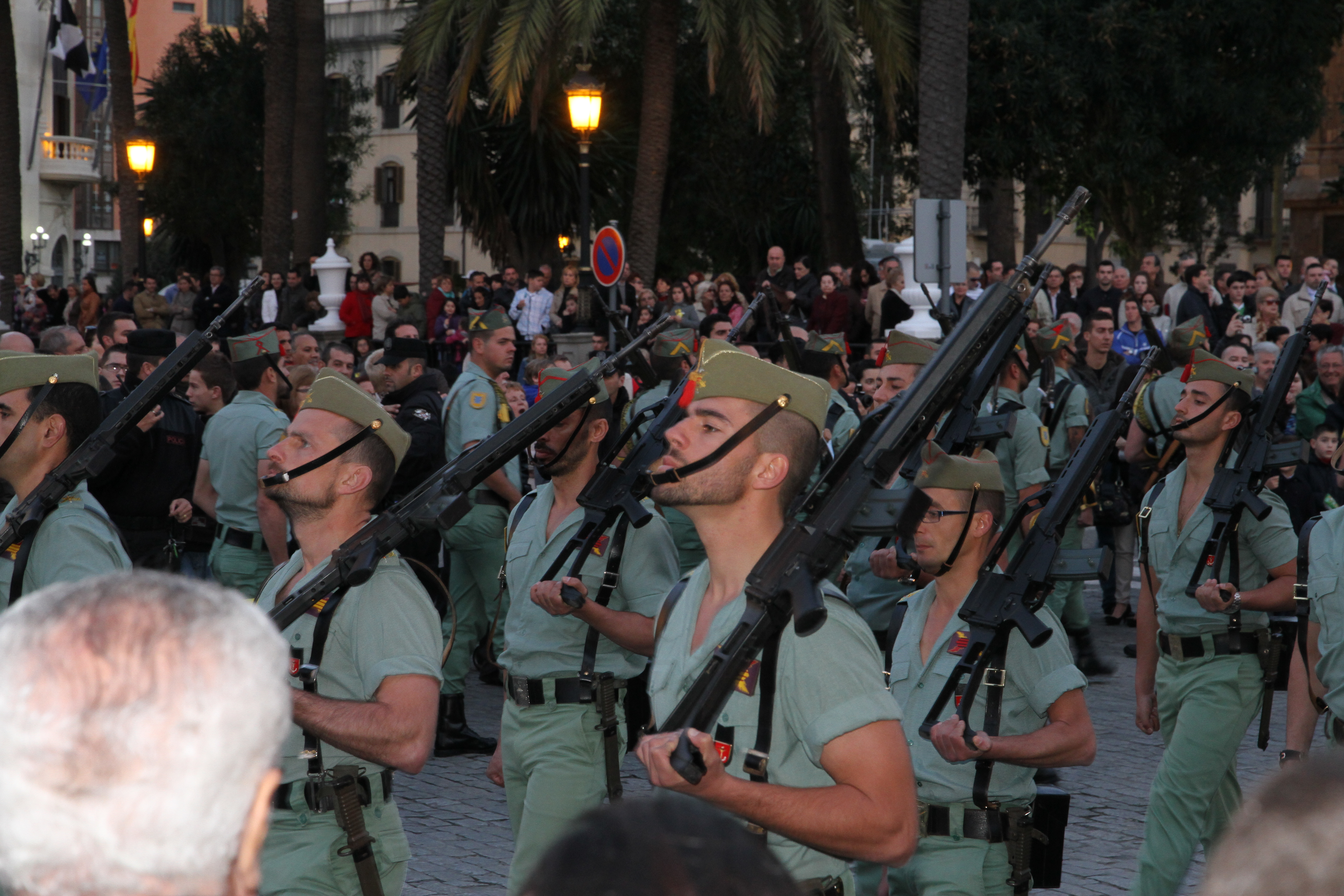
تطواف أسبوع الآلام
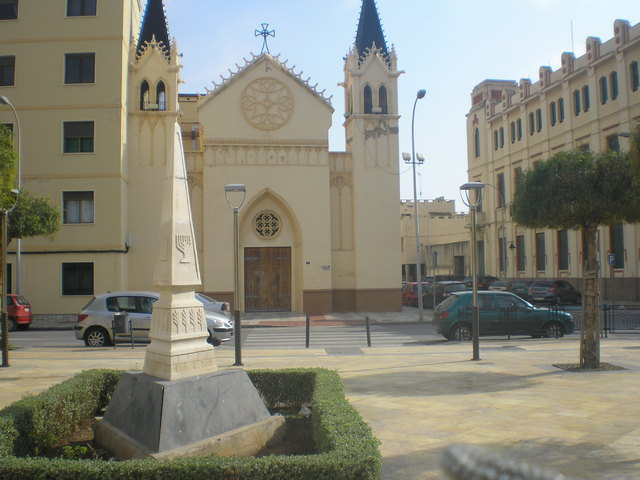
كابيلا كاسترينس في مليلية
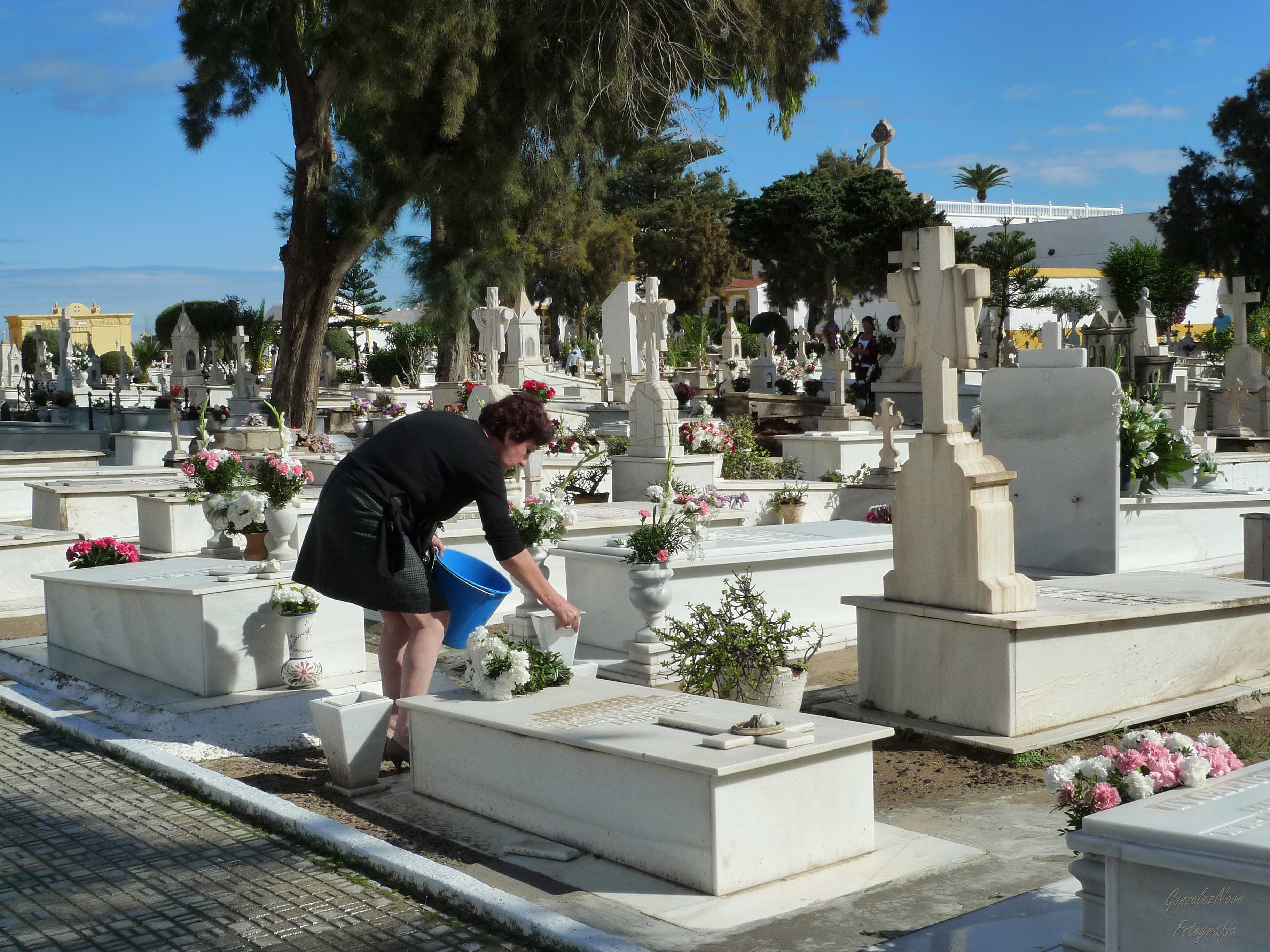
المقبرة المسيحية في مليلية
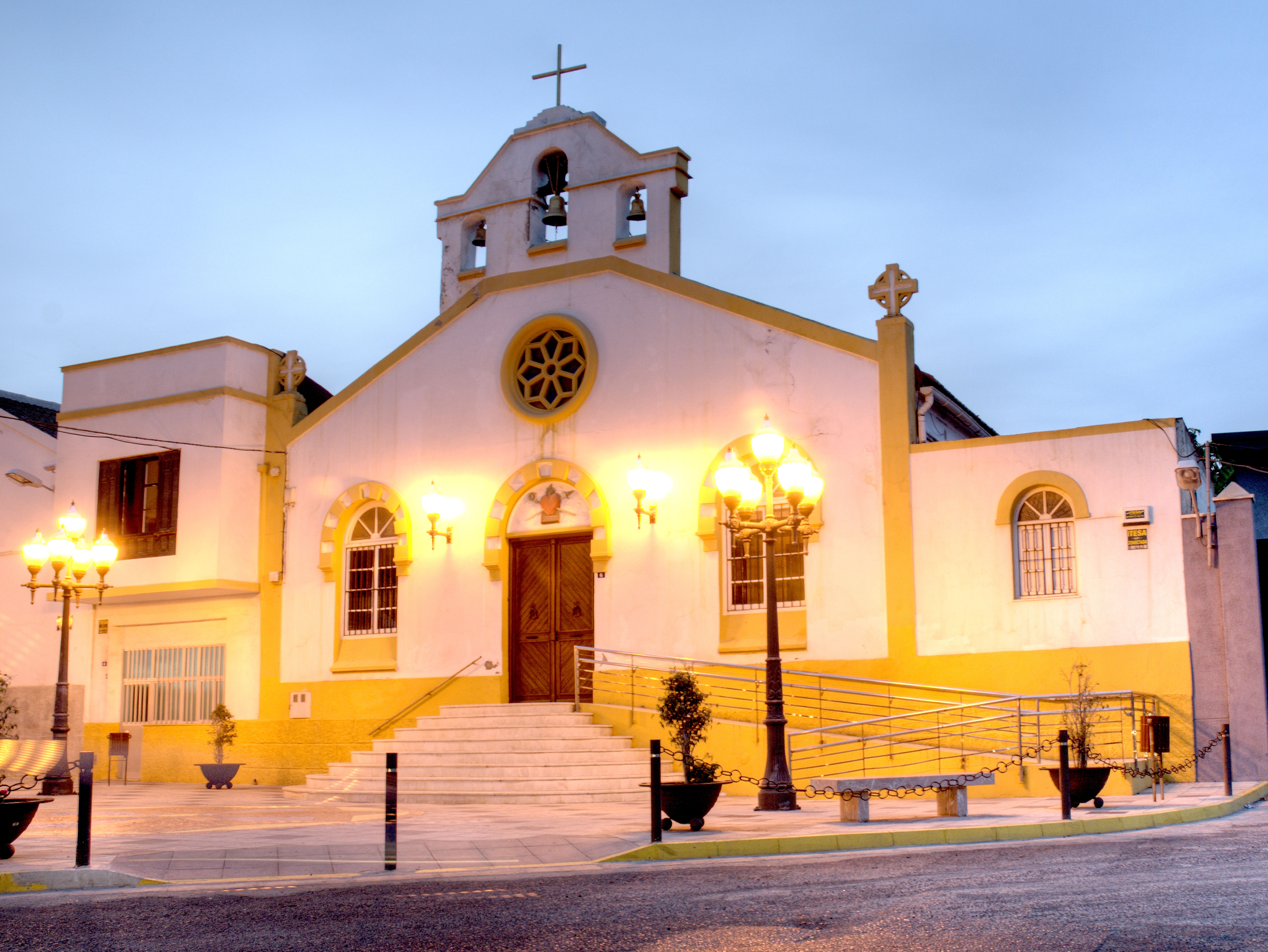
كنيسة القديس أغسطين في مليلية
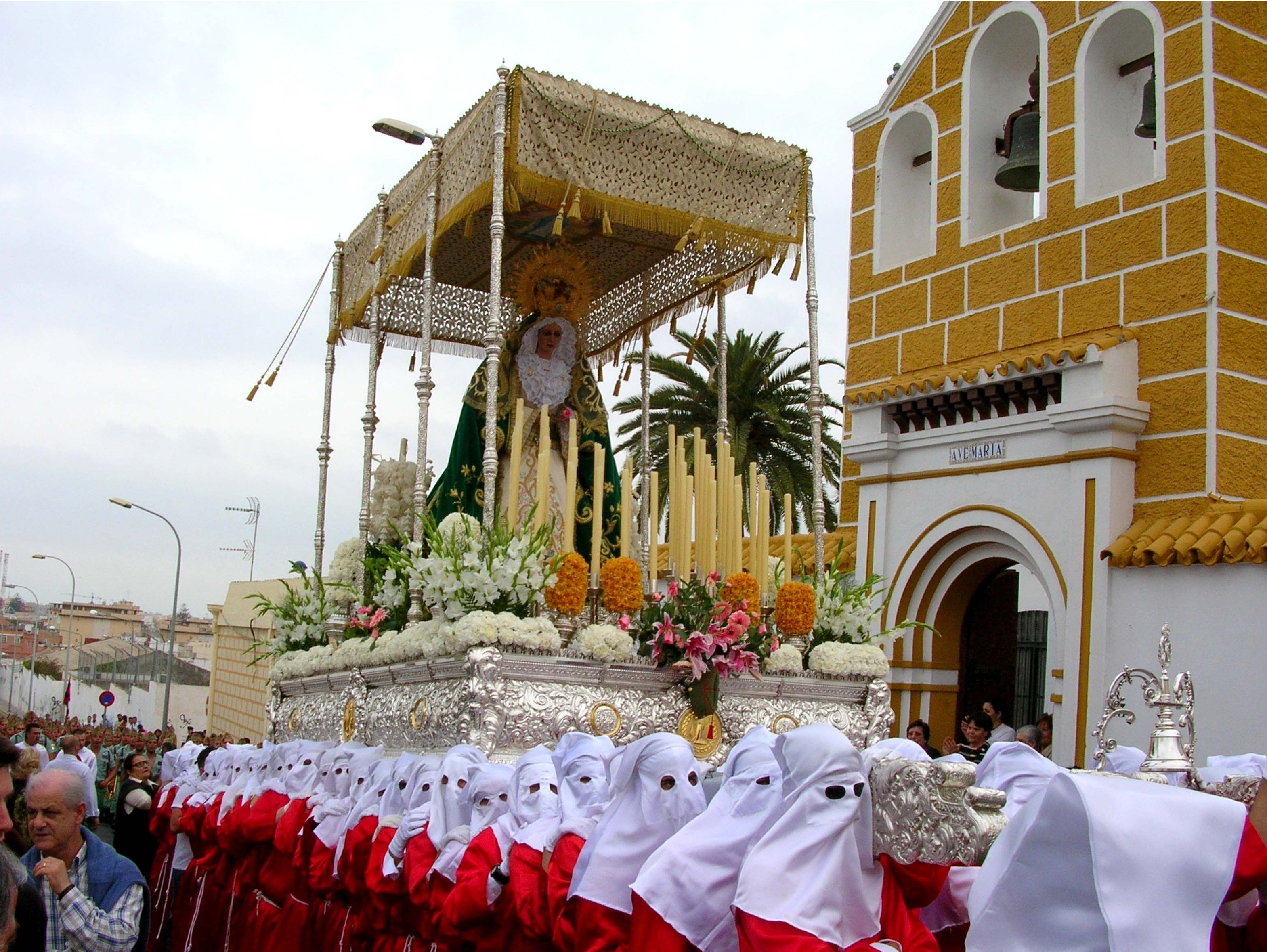
تطواف أسبوع الآلام في مليلية
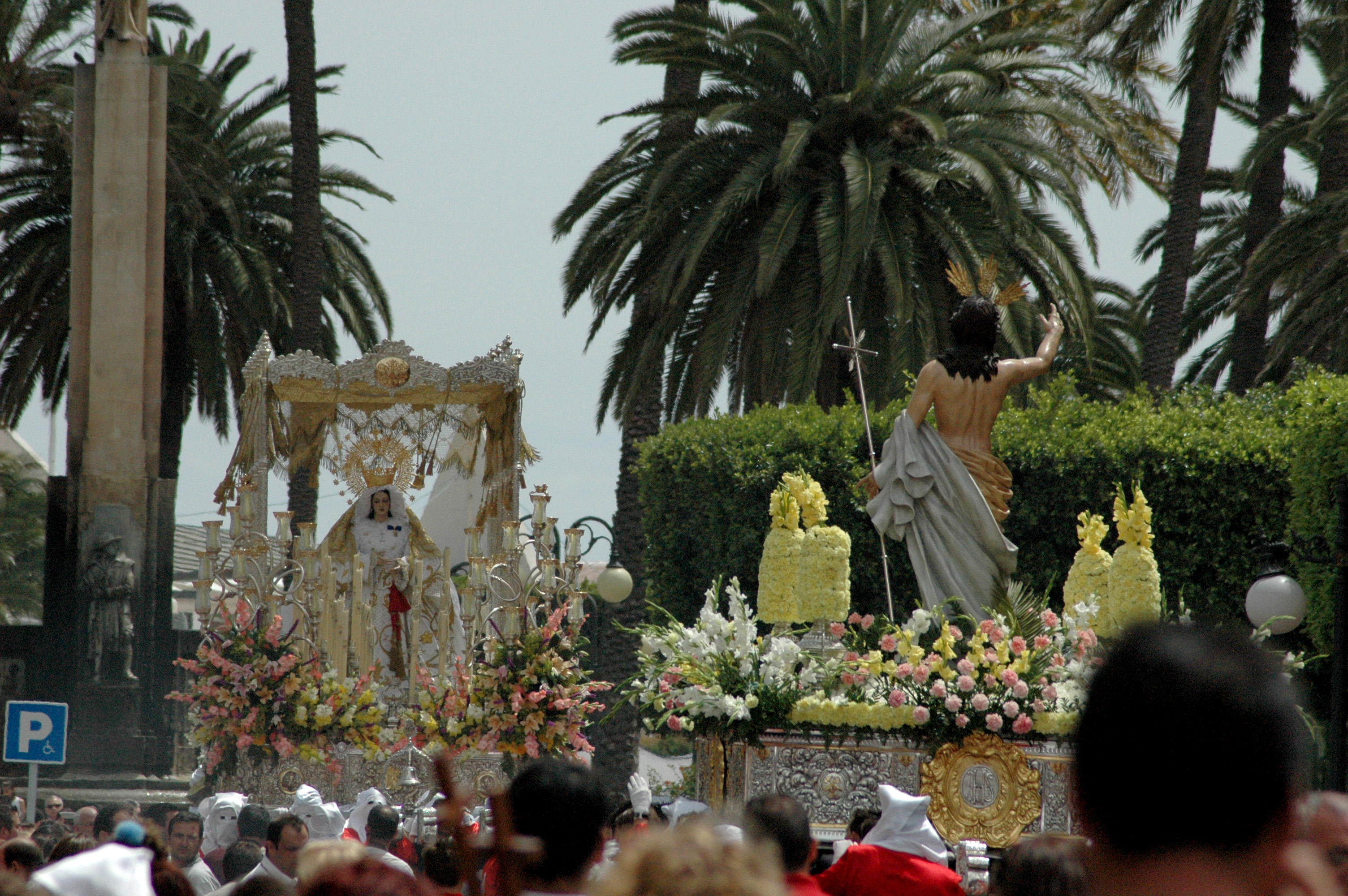
تطواف أسبوع الآلام
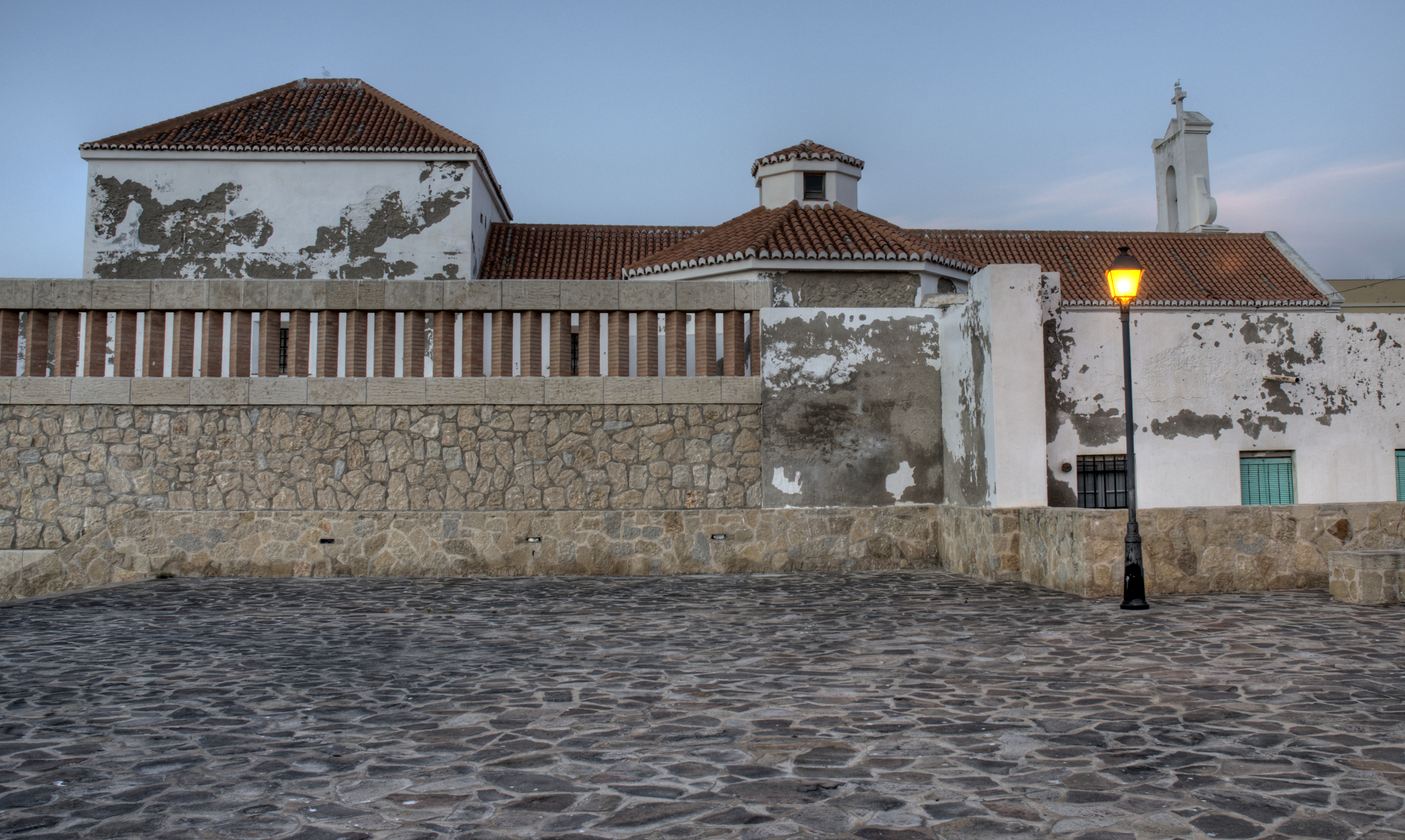
كنيسة الحبل بلاد دنس في مليلية
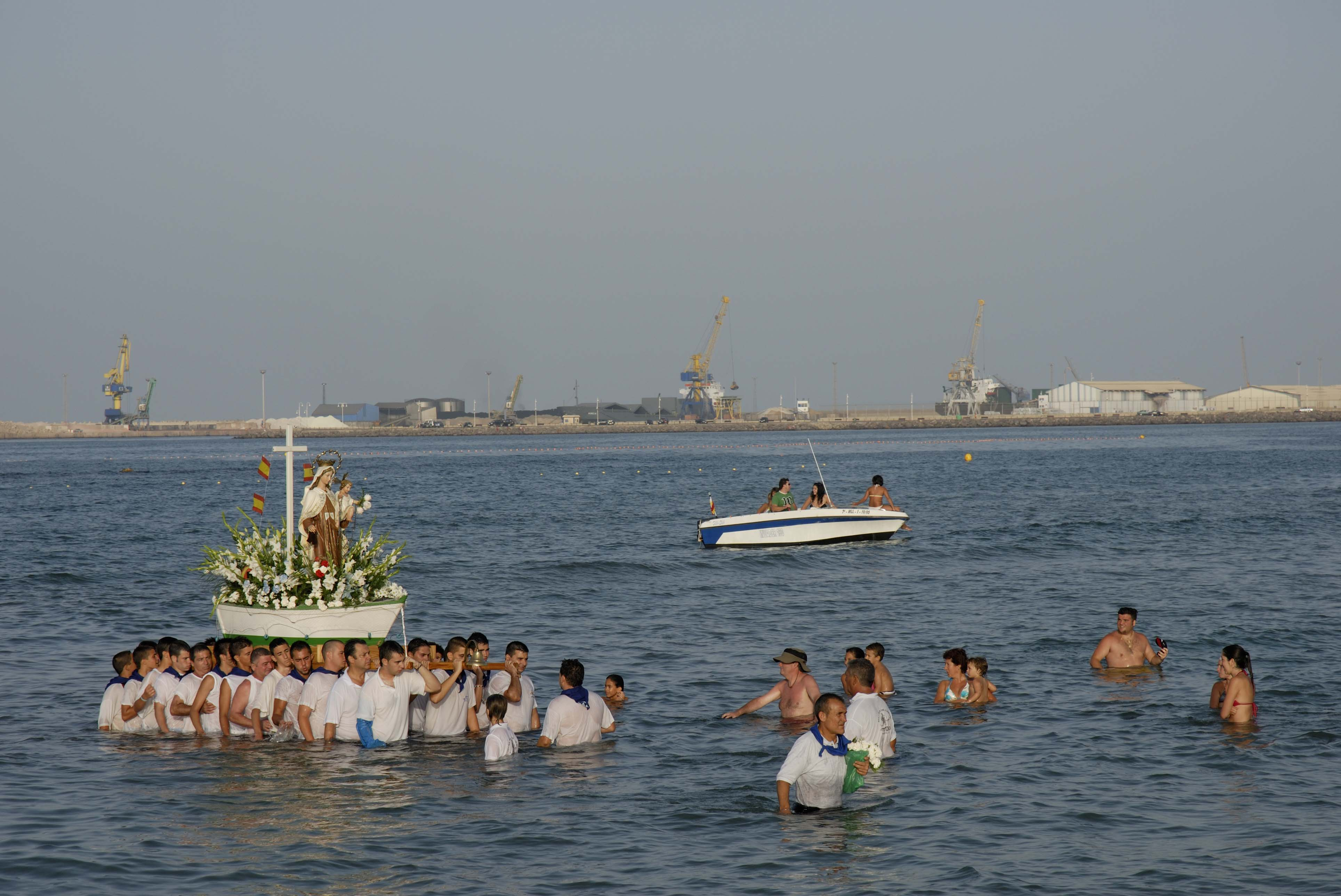
احتفال عذراء ديل كارمن في مليلية
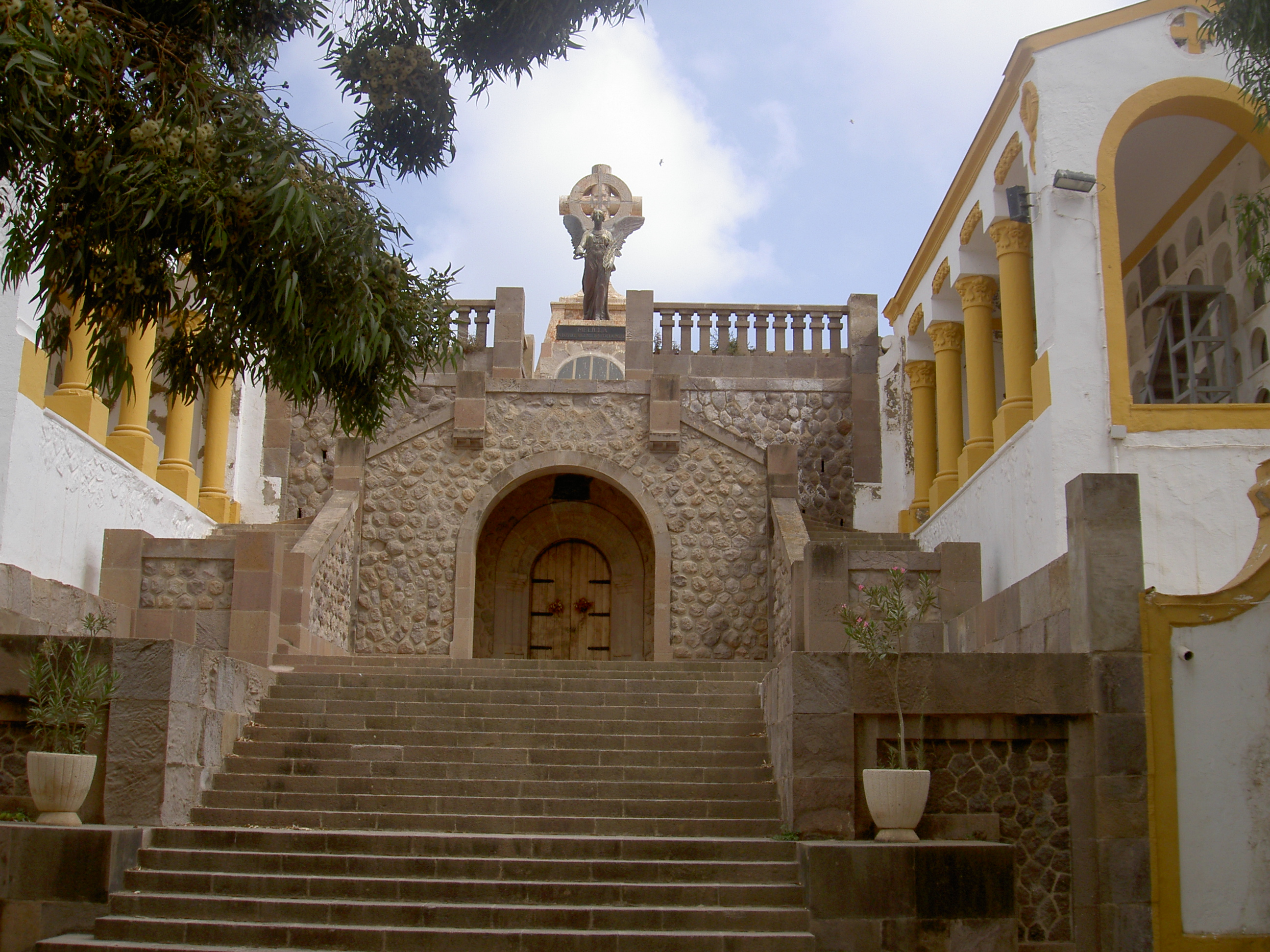
مقبرة مسيحية في مليلية
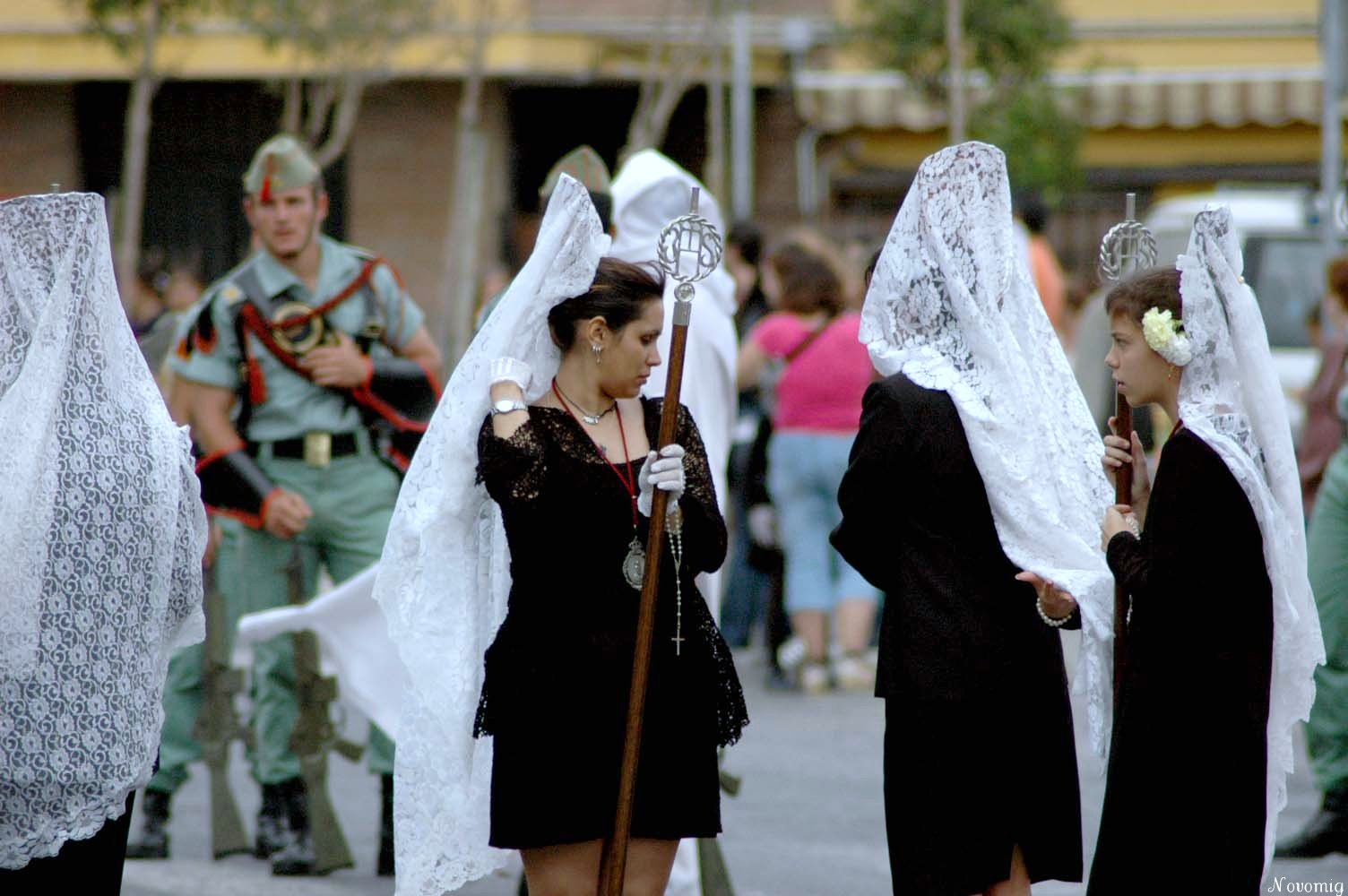
تطواف أسبوع الآلام في مليلية